# Slideranka
Slideranka (Muehlenbeckia axillaris) är en slideväxtart som först beskrevs av Joseph Dalton Hooker och som fick sitt nu gällande vetenskapliga namn av Wilhelm Gerhard Walpers.
Slideranka ingår i släktet sliderankor, och familjen slideväxter. Arten har ej påträffats i Sverige. Inga underarter finns listade i Catalogue of Life.